# ناحیه لا یونیون
ناحیه لا یونیون (به اسپانیایی: Departamento de La Unión) یک منطقهٔ مسکونی در السالوادور است که در السالوادور واقع شده‌است. ناحیه لا یونیون ۲٬۰۷۴٫۳ کیلومتر مربع مساحت و ۲۶۳٬۲۷۱ نفر جمعیت دارد.